# Fortificazioni di Vicopisano
Le fortificazioni di Vicopisano sono l'insieme delle torri presenti nel paese e la cinta muraria, un circuito fortificato che circonda il centro storico, dove in origine sorgeva il castello medievale.

## Storia
L’esistenza del castello di Vicopisano è attestata fin dal X secolo; la fortezza è celebre per le numerose cronache del tempo che la vedono come importante punto di contesa in campo bellico e politico. Il castello sorgeva infatti su un colle alla confluenza di due importanti corsi d’acqua: il fiume Arno, che collegava Vicopisano con Firenze, Pisa e il mare, e l’Auser, che comunicava con la Lucchesia.
Il castello assunse le sembianze di piccola città fortificata grazie alla Repubblica di Pisa, che dal XIII secolo ne aumentò l’importanza. A seguito della sconfitta di Pisa a opera dei Fiorentini, nel 1406, Vicopisano diventò dominio di Firenze mantenendo un’importante funzione amministrativa, diventando anche sede di Vicariato.
Nel 1560 il Granduca Cosimo I de' Medici avviò i lavori per la deviazione del corso dell’Arno, nell’intento di aumentare la superficie di terreno coltivabile e di migliorare le colture già esistenti in zona. Vicopisano perse così la sua via d’acqua principale e assunse lentamente le caratteristiche di centro agricolo, mantenendo comunque intatto il suo patrimonio di edilizia fortificata nonostante la cessazione di ogni attività bellica.
Le mura sono situate nel tratto che, dalla Torre del Soccorso, va verso la Torre delle Quattro Porte e poi procede ancora verso la Pieve. Sul lato sud del paese resta conservato un altro tratto di mura, visibile percorrendo via Trombi.
Sono state edificate a partire dalla metà del XIII secolo e hanno subito diverse opere di rinforzo e ristrutturazione nel corso dei vari secoli, con l'aggiunta di torri circolari in mattoni, alcune delle quali sono divenute parti di abitazioni private. Le diverse fasi costruttive che presentano, individuabili dai materiali utilizzati e dalle diverse tecniche di assemblamento, sono utili per ricostruire la datazione e la storia dell'opera architettonica. Le mura presentano infatti una fascia inferiore costruita in laterizio, con prevalenza di pietre di fiume locali, unite da malta in maniera irregolare. Al di sopra di questa fascia in pietra si incontra una fascia in mattoni, la quale si suppone che in origine terminasse con una merlatura quadrata. Per finire, la parte superiore è frutto di una soprelevazione delle mura; è anche essa in laterizio, ma costituita da un materiale più scadente.

## Mura
Secondo quanto indicato da attestazioni rilevate fra il XII e il XIII secolo e in base all'individuazione di fasi costruttive differenti nei tratti superstiti, la fase di costruzione più antica delle mura si può collocare nella seconda metà del XII secolo. Rispetto al circuito murario originale si conservano solo gran parte del tratto a Nord e piccola parte di quello Sud. 
Il tratto conservato più consistente, tra la Torre delle Quattro Porte e l'angolo nord-ovest del tracciato, è segnato da almeno quattro diverse fasi costruttive. Pietre locali in verrucano di piccola e media grandezza compongono la fascia muraria inferiore, mentre una fascia in mattoni assemblati ordinatamente "alla senese" rappresenta la prima soprelevazione delle mura. In seguito, un'ulteriore fascia di mattoni rappresenta una fase costruttiva successiva.
La prima e più antica fascia di muratura poggia sulla Torre delle Quattro Porte, che è databile fra XII e XIII secolo. È quindi possibile collocare la prima fase costruttiva delle mura di Vicopisano entro la metà del XIII secolo; la prima soprelevazione merlata segue a breve distanza cronologica, prima della fine del XIII secolo. Per concludere, l'ultimo intervento di soprelevazione è riferibile al XIV secolo, come riporta esplicitamente la documentazione archivistica.
La porzione di mura esposta a sud-ovest è suddivisibile in due diverse parti, di cui la prima costituisce appunto il fronte sud-ovest delle abitazioni in schiera affacciate su via del Lante. Questo fronte non è del tutto visibile poiché è stato intonacato o anche ristrutturato in certi punti. La seconda parte è la prosecuzione della precedente e presenta una fascia inferiore in verrucano e una superiore in mattoni piuttosto deteriorati.
Un tratto di mura del tutto scomparso è quello un tempo compreso tra l'angolo di nord-est e quello di sud-est; si sviluppava con forma ad arco e comprendeva due porte, di Cisano e dell'Arno, entrambe dotate di ponti che valicavano la Serezza Vecchia e, forse, l'Arno.

## Torri
A Vicopisano sono presenti molte torri, delle quali la maggioranza è ben conservata nella totalità mentre il resto è stato inglobato o riadattato ad abitazione.
A partire dal XII secolo iniziò a comparire, nel territorio pisano, l'importante tipologia architettonica di "case-torri", edifici caratterizzati da un'ampiezza maggiore rispetto alle normali torri e dalla presenza di pilastri con archi sommitali al loro culmine. Le strutture prevedevano una facciata stretta, un ingresso e finestre ampie ai piani superiori che conducevano a balconi in legno. La maggiore particolarità di questi edifici era il duplice utilizzo di abitazione nei periodi di pace e di torre nel corso delle battaglie. Erano presenti inoltre sporti lignei esterni che, lasciando inalterata la pianta dell'edificio, aumentavano in modo notevole lo spazio disponibile all'interno. 
A livello sociale, maggiore era l'altezza di una torre e maggiore era il prestigio che garantiva alla famiglia che la possedeva.
Infatti, l’edificazione di torri sempre più alte, oltre a maggior prestigio, offriva anche un vero predominio nei confronti delle altre famiglie.
L’incremento della popolazione e il conseguente aumento di abitazioni favorì l’accorpamento e la costruzione di edifici contigui, meno alti e dalla pianta più ampia, con l’intento di sfruttare mura già esistenti per diminuire le spese. Anche l’edilizia minore iniziò a essere edificata con maggior cura, con domus in pietra o case in laterizio.
Dal XIV secolo si ha un progressivo abbandono delle torri oppure il loro inserimento, per accorpamento, in palazzi, nei quali risiedevano interi nuclei familiari. Anche i ballatoi lignei vengono pian piano abbandonati in questo periodo, a causa della loro instabilità e della facilità con cui potevano essere incendiati. D’altro canto, la ricerca di comodità promosse la diffusione di abbellimenti in marmo sulle pareti. 
In seguito alla conquista fiorentina del 1406, quindi, le case-torri subirono una serie di mutamenti con lo scopo di seguire i nuovi canoni edilizi imposti dalla città dominante: frequente fu la riduzione delle dimensioni delle aperture verso l’esterno o addirittura la loro copertura, con le caratteristiche medievali pisane che vennero meno in favore dei pregevoli elementi architettonici cinquecenteschi o seicenteschi importati da Firenze. Solo dal XIX secolo in poi si cercò di ripristinare l’aspetto più antico di queste strutture, mettendo nuovamente in luce i particolari elementi dell’architettura pisana, come le mensole in verrucano, i timpani o gli archi a sesto acuto.

### Rocca di Vicopisano

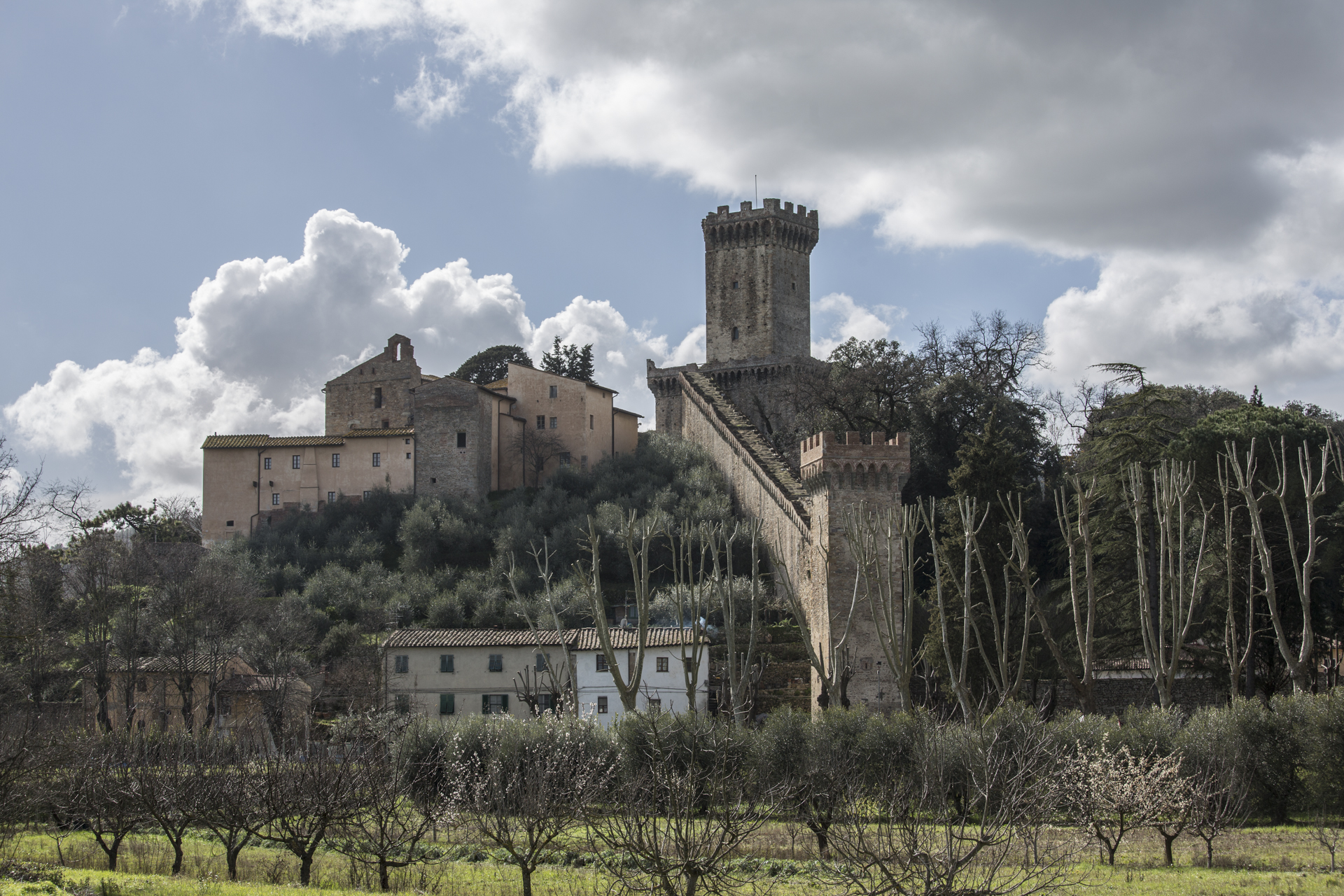
Rocca di Vicopisano

A seguito della conquista di Vicopisano da parte dei Fiorentini nel 1406, l’originaria rocca medievale di Vicopisano fu distrutta. Tuttavia il governo di Firenze decise di costruire una nuova e possente torre di guardia della nuova e preziosa conquista, commissionando il lavoro a Filippo Brunelleschi. La causa che maggiormente spinse i fiorentini a edificare la “Rocca Nuova” fu il ritorno della minaccia rappresentata dalla famiglia Visconti del Ducato di Milano; essi intendevano conquistare la città di Pisa approfittando dell’incerta situazione politica toscana di quegli anni. L’alleanza dei Visconti con Lucca, timorosa di un’imminente conquista fiorentina, spinse Firenze a dotare di fortificazioni aggiuntive i luoghi più importanti sottoposti al suo dominio. In più, le milizie fiorentine avevano bisogno di un presidio fortificato al fine di poter meglio controllare Vicopisano nei frequenti casi di rivolte o sommosse popolari. Oltre a ciò era consuetudine, per i fiorentini, quella di costruire in ogni città conquistata una nuova fortezza che li aiutasse a mantenerne il controllo; si ricordino, a proposito, le fortezze di Pisa, Volterra, Arezzo, Poggibonsi, Siena e altre, la cui costruzione spesso implicava un cambiamento totale di interi quartieri urbani.
L’attribuzione di questo progetto a Brunelleschi è stata in passato controversa, ma la chiarezza dei documenti che attestano come il fortilizio sia stato ideato dall’architetto fiorentino non lasciano oggi spazio a dubbi. 
Brunelleschi, per progettare la Rocca, collaborò con l’Opera di Santa Maria del Fiore, fabbriceria fiorentina con la quale concepì altre celebri architetture. 
I lavori di costruzione cominciarono nel 1435 con la demolizione di chiese e palazzi presenti sulla sommità del colle. La fortezza inglobò i resti della rocca distrutta nel 1406 oltre alla Torre di Santa Maria, risalente al XII secolo e appartenente un tempo agli arcivescovi di Pisa, che divenne il mastio della nuova struttura.
Esaminando i documenti di Santa Maria del Fiore e gli archivi statali fiorentini, si osserva che la data dell’erezione del fortilizio è ritenuta il 28 luglio 1435, giorno in cui fu deciso di formare una commissione di cinque cittadini incaricati di decidere in che modo e con quali forme congegnare la struttura, oltre che di supervisionare i lavori. Nonostante ciò, il governo fiorentino aveva già manifestato l’esigenza di edificare una fortezza a Vicopisano già all’inizio del 1434, con una delibera risalente al 25 gennaio.
Per quanto riguarda i finanziamenti relativi alla costruzione e al completamento della Rocca, il gonfaloniere di giustizia e i priori autorizzarono la vendita dei beni appartenenti ai ribelli e condannati pisani.
La Rocca di Vicopisano è una delle ultime fortificazioni militari medievali costruite con antichi criteri di difesa: le mura sono infatti molto alte, dotate di merlatura poggiata su archetti che ospitavano piombatoie adibite al lancio di pece o olio bollente su eventuali assalitori. Tuttavia, è presente un importante elemento di novità nell’insieme di ponti levatoi che, se ritirati, isolavano varie parti della fortezza rendendone molto più difficoltoso l’assedio: la torre era dotata di una propria cisterna e di un deposito di vettovaglie costantemente rifornito, ed era quindi capace di resistere a lungo anche se privata del resto della fortificazione.
Un’ulteriore soluzione concepita da Brunelleschi nell’eventualità di un assedio fu il muraglione che collegava la Rocca alla Torre del Soccorso, posta ai piedi del colle; il muraglione non poteva essere assalito in quanto facilmente difendibile dalle sue due estremità, mentre dalla Torre del Soccorso, che sorgeva sull’Arno, sarebbero facilmente giunti rifornimenti di uomini e materie da Firenze. In più, anche ammettendo una conquista della Torre del Soccorso, sarebbe stato estremamente difficoltoso per gli assedianti riuscire a percorrere il corridoio del muraglione, in quanto era in salita e pienamente esposto a attacchi dalla Rocca. Oltre a ciò, gli assedianti avrebbero trovato interrotto il collegamento con la Rocca, dove esisteva un ponte levatoio che, una volta ritratto, avrebbe costretto i soldati nemici a un salto nel vuoto di circa tre metri.

### Torri gemelle

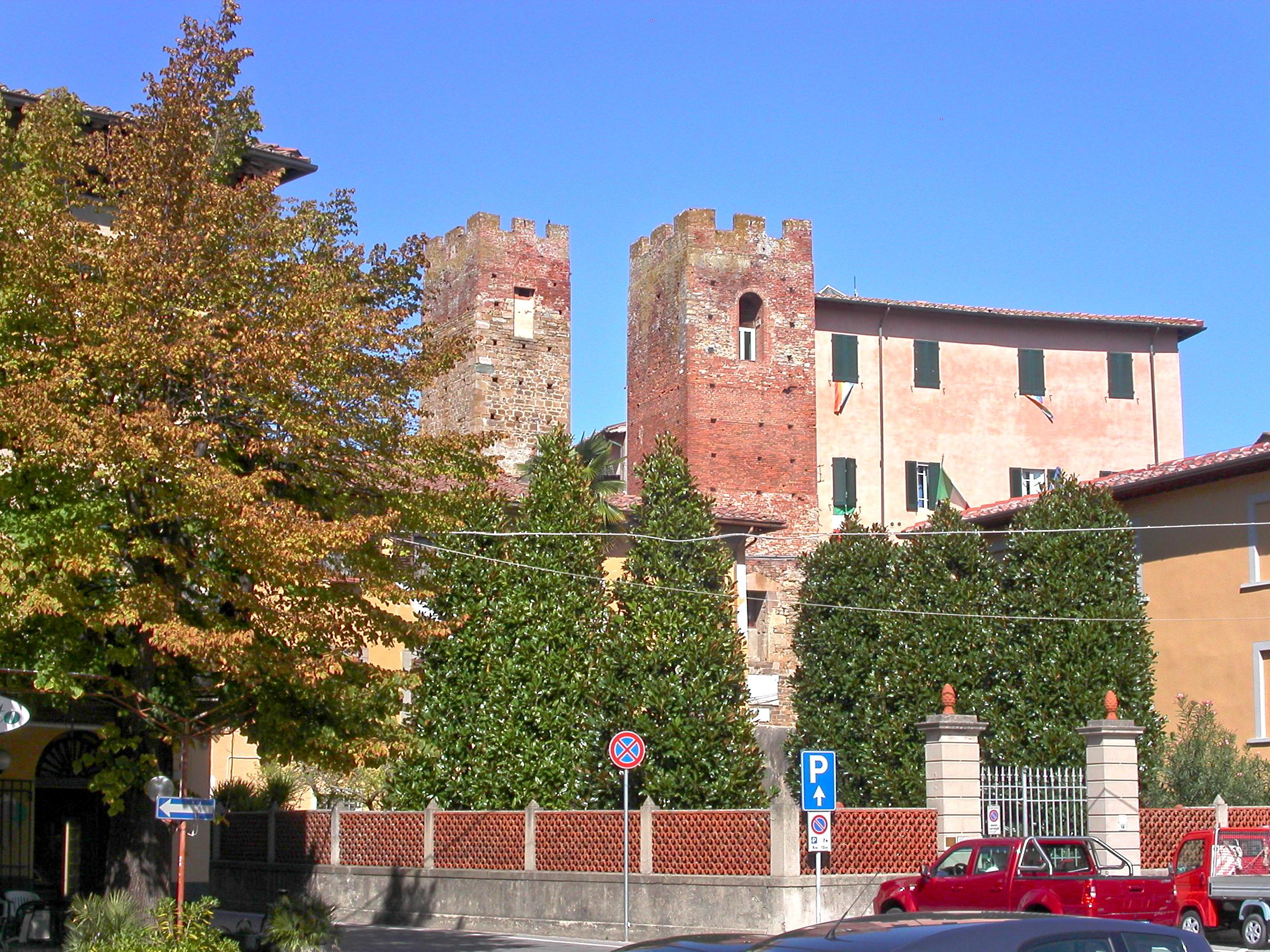
Le due torri gemelle

Si tratta di due possenti torri, le quali mostrano tecniche edilizie differenti, con pietra (XII-XIII secolo) e mattoni (XIV secolo). Furono edificate a difesa della vecchia fortezza pisana della Rocca e del principale accesso al castello, la Porta di Mercato.
Le caratteristiche costruttive sono comunque identiche, come lascia intuire il nome; le diverse fasi in verrucano e mattoni indicano modifiche e soprelevazioni operate nel corso del tempo, probabilmente a causa dei danni ricevuti dai due edifici, che sorgevano sulla cinta muraria ed erano facili e immediati bersagli per gli assedianti del castello.
Le Torri Gemelle sono entrambe databili al XII secolo ed erano parte integrante della rocca medievale intorno ai primi del Trecento; la rocca fu smantellata dopo la conquista fiorentina del 1406 e sostituita da quella progettata da Filippo Brunelleschi. In quell'occasione le torri furono risparmiate, come anche nel Cinquecento quando la zona passò nelle mani di privati che costruirono un nuovo edificio che divenne, nel Seicento, sede della Cancelleria Vicariale.
Imponenti e a pianta quadrata, le Torri Gemelle sono caratterizzate da rare aperture, originariamente soprastanti a ballatoi lignei. Le finestre si trovano più in alto e sono dotate di arco con centro in mattoni. Le due torri furono collegate tra loro nel XIV secolo, nell'intento di integrarle alla cinta muraria rendendole una struttura unica e ancor più robusta; sorgevano infatti in una zona di importanza tattica cruciale, dovuta anche alla vicinanza della Pieve, che era quindi fondamentale presidiare con attenzione.
La Torre Gemella di Est, citata in un documento per la prima volta nel 1330, comprende resti della Porta di Mercato, rimossa nel XVIII secolo. La parte costruita in pietra mostra ancora il portalino, in quota, che rappresentava un tempo il solo accesso alla torre indicandone la funzione militare. La parte in mattoni, invece, è coronata da merlatura sui tre lati esterni al castello. La torre ha dimensioni alla base di 5x5,5 metri.
La Torre Gemella di Ovest ha identiche caratteristiche costruttive e cronologiche rispetto a quella di Est, e l'unica differenza consiste nella maggior estensione e altezza della parte in verrucano; ciò è dovuto al fatto che questa torre è stata interessata da minori rifacimenti rispetto alla consorella.
La Torre Gemella Ovest ha le stesse caratteristiche costruttive e cronologiche della torre Est, con la differenza che la fase più antica in verrucano raggiunge la considerevole altezza di 19 metri, segno che essa ha subito minori rifacimenti e danni della sua consorella. La torre ha dimensione alla base di 5x5 metri.

### Torre del Soccorso

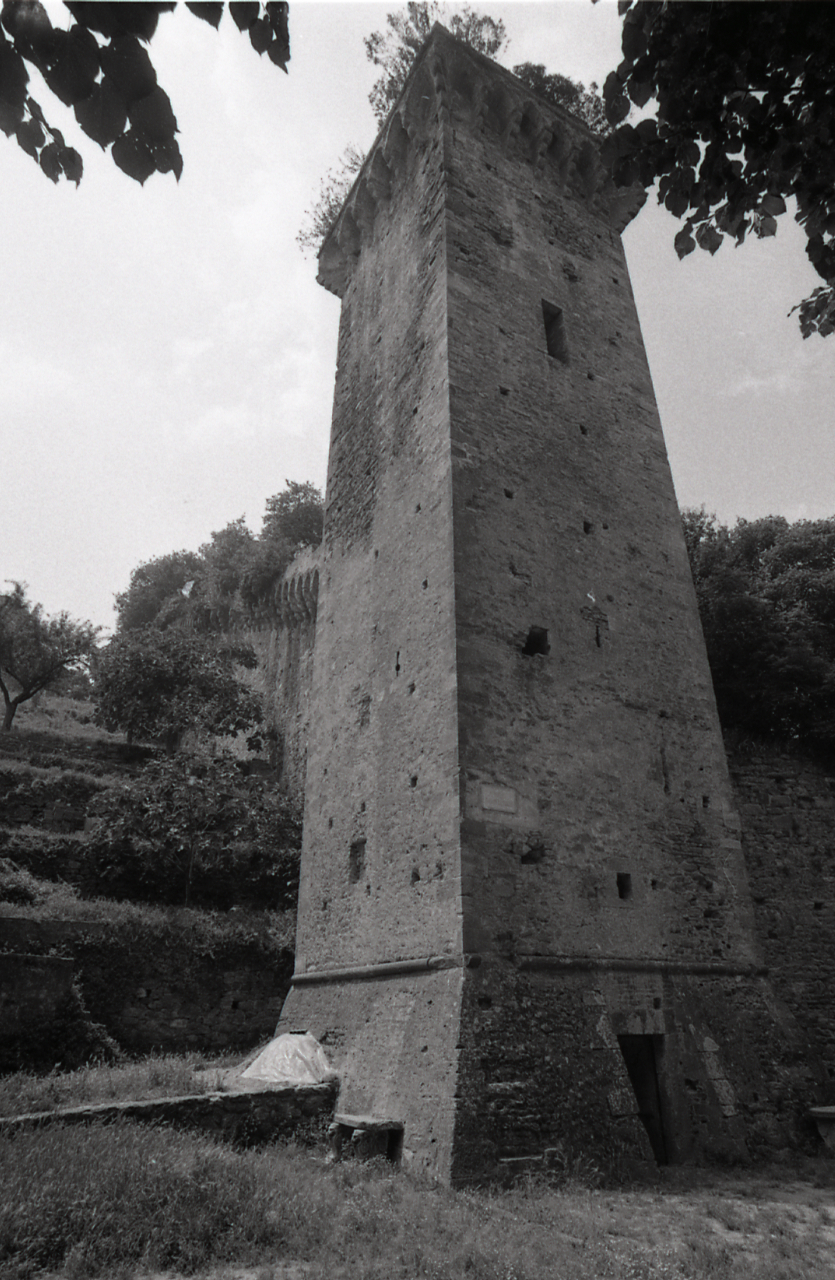
Torre del Soccorso, fotografata da Paolo Monti.

La costruzione della Torre del Soccorso è iniziata nel 1438 sulla sponda dell'Arno; oggi il fiume segue un corso diverso in seguito alle deviazioni del XVI secolo, e la torre si trova nel viale Brunelleschi. Alta 21 metri, è parte della cerchia muraria e delle fortificazioni pensate da Filippo Brunelleschi e svolgeva una doppia funzione. Era infatti sia punto di guardia del porto fluviale che di controllo del muraglione di accesso alla Rocca, indicato da Brunelleschi come via di accesso privilegiata alla fortezza in caso di ribellione del castello di Vicopisano; da questa parte, in caso di attacco sarebbero giunti rapidamente rifornimenti e aiuti ai soldati rifugiati nella parte più remota del castello.
La torre è costruita su una pianta quadrata, è dotata di una scarpa obliqua e culmina con una cimasa riconducibile a quelle del mastio brunelleschiano, delle mura della Rocca e della discesa del Soccorso. 
Lo spalto superiore era sostenuto da una volta in mattoni, crollata nel 1439 a causa di cedimenti. Al di sopra dello spalto si trovava una stanza quadrata che serviva da alloggio per le vedette; fu in seguito trasformata in colombaia e poi demolita nei restauri di inizio Novecento. Una porta architravata, posta in asse centrale, garantiva alla struttura una maggiore difendibilità. 
La parte bassa della torre era dotata di un accesso rivolto all'esterno sul fiume, dalla quale era possibile raggiungere il muraglione risalendo sino a metà torre. Da qui si giungeva alla Rocca: in questo modo la Torre del Soccorso, anche in caso di ribellione, garantiva la possibilità di un immediato soccorso, di viveri o di uomini, ai soldati asserragliati nell'edificio.

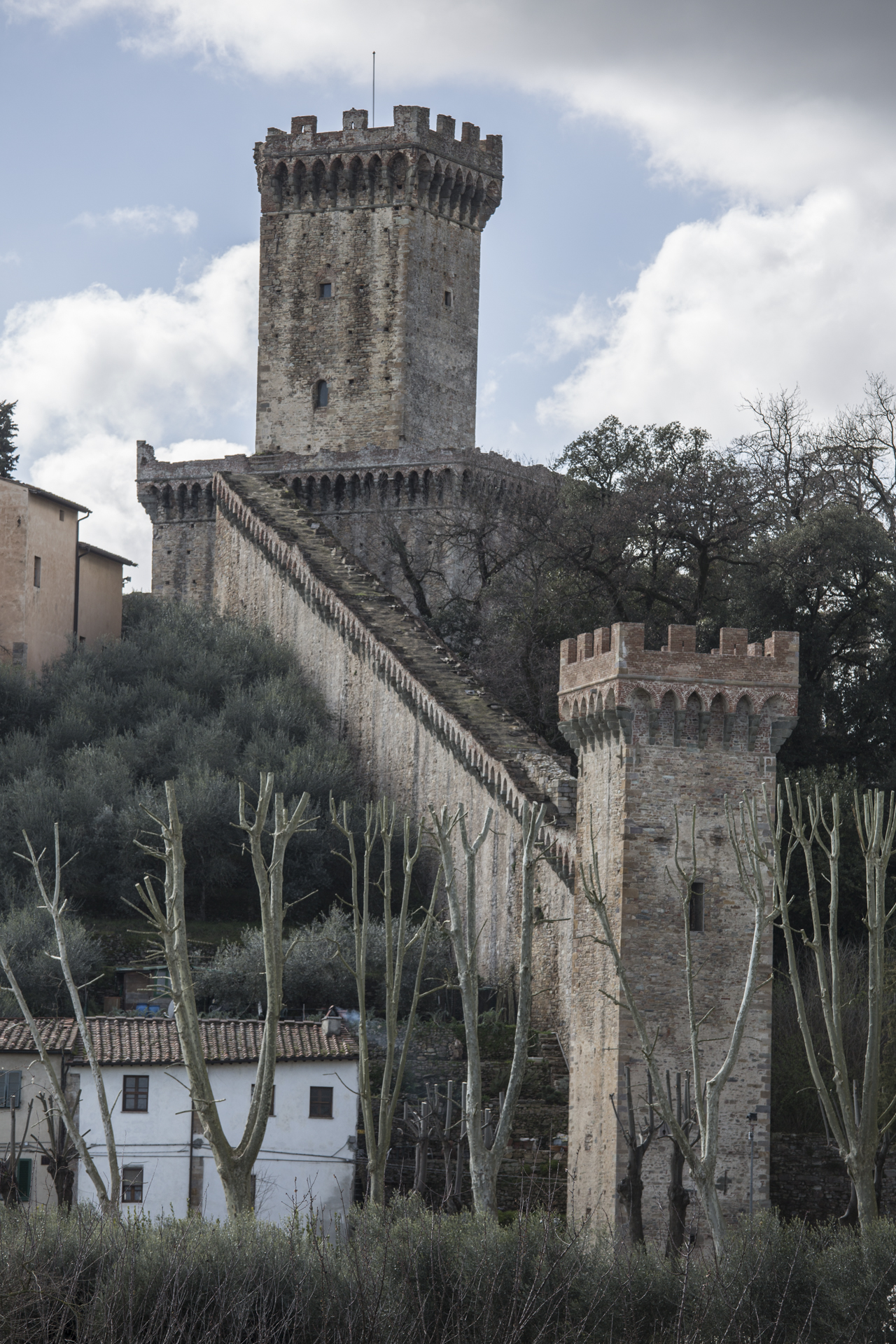
Il camminamento tra la torre del Brunelleschi e la torre del Soccorso

La discesa del Soccorso era progettata come collegamento in quota tra la Rocca e la Torre, protetto da una doppia merlatura sui due versanti; trovava la sua conclusione naturale a valle nella torre omonima. La complessità del sistema difensivo era rappresentata dalla porta di accesso alla Torre del Soccorso, che si trovava ai piedi della torre anziché in quota. Ciò non trova una ragione plausibile, ma la concavità delle mura quattrocentesche vicine alla Torre del Soccorso, sostitutive delle opere difensive medievali, lascia presumere la presenza, al tempo, di un corso d'acqua in cui la torre stessa avrebbe affondato la sua base, creando quindi una diretta comunicazione tra la porta e le imbarcazioni provenienti dall'Arno, oltre a costituire una difesa da truppe di terra (restando tuttavia esposta a attacchi di fiume). È probabile che, sull'altra riva del fiume, fosse presente un'integrazione difensiva aggiuntiva. 
Sul lato Nord della torre si conservano, per un lungo tratto, porzioni di mura castellane; sul lato Sud ne restano solo tracce.
Il luogo è uno dei punti maggiormente caratteristici della città di Vicopisano, e costituiva in passato uno dei punti di accesso al castello; in questa zona si apriva una Porta, distrutta a fine '700.

### Torre dell'Orologio

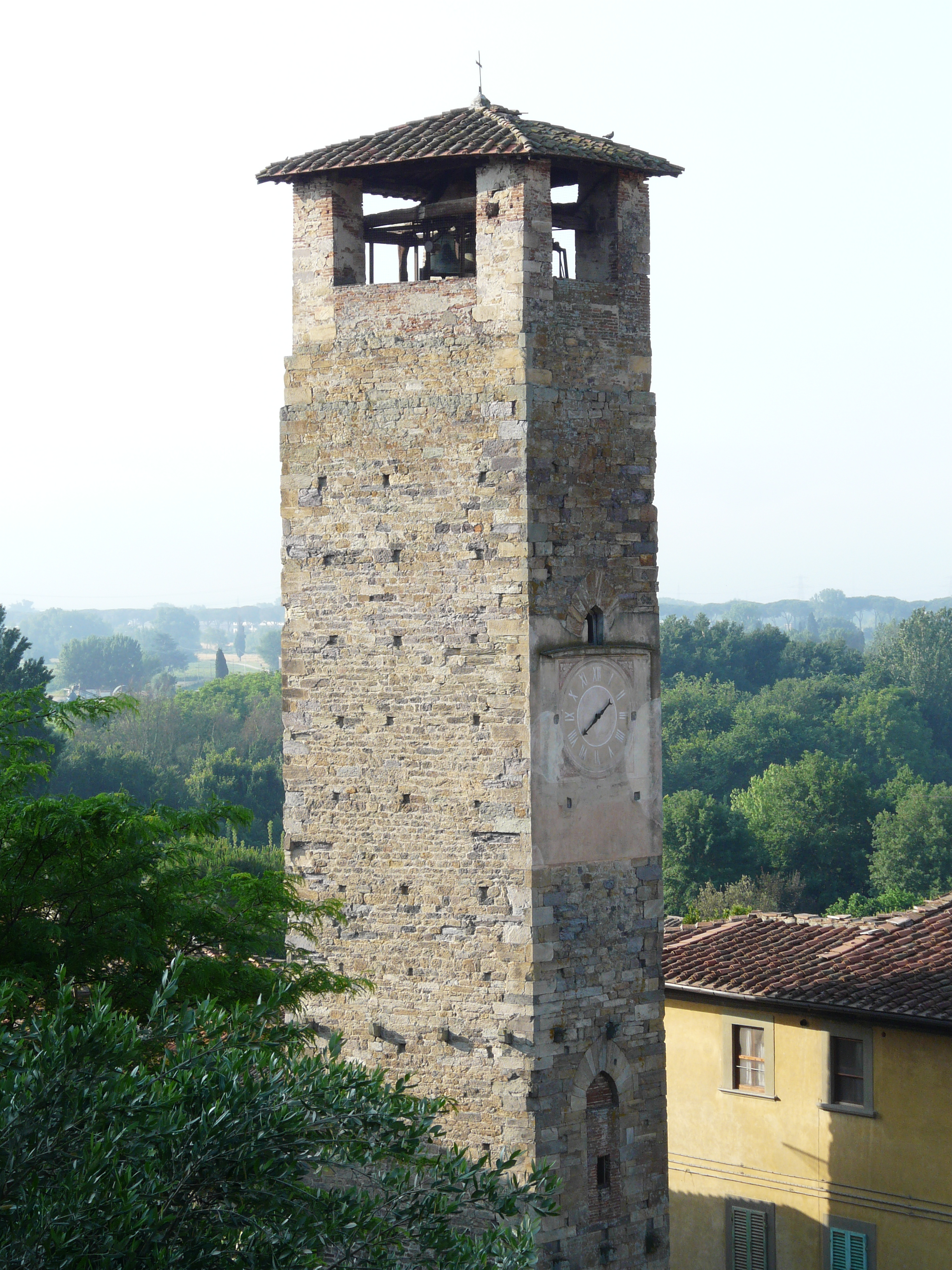
Torre dell'Orologio

La Torre dell'Orologio deve alla sua antichità e alla sua notevole altezza gran parte del suo fascino, ed è considerata una delle maggiori opere architettoniche visibili a Vicopisano. È stata riutilizzata, nei secoli, come torre campanaria, e in essa è conservata interamente la completa serie di mensole che reggevano in origine lo "sporto" in legno. 
La torre fu costruita tra il XII e il XIII secolo, quasi sicuramente con intenti militari, vista la posizione strategica dove è collocata: dalla sua cima era possibile presidiare la strada che portava all'antico castello di Vicopisano, posto in zona del Palazzo Pretorio. 
La torre è costruita in pianta quadrata irregolare e con verrucano, con un gran numero di mensole che, nel medioevo, erano preposte al supporto delle strutture lignee all'esterno della torre stessa. Sul lato ovest si conserva ancora l'orologio, che fu inserito per la prima volta nel XVI secolo e funziona ancora con meccanismi del XVIII secolo.
Sulla facciata della torre si apre, al piano terra, un piccolo portale d'ingresso con un arco ogivale. Al di sopra di esso si trova una struttura identica, che originariamente garantiva l'accesso a una balconata in legno, sorretta da mensole con decorazioni scolpite. Al di sopra di questo secondo portalino si trovano ancora i supporti in pietra che servivano per la tettoia.
Al secondo solaio, coperta in parte dal quadrante dell'orologio, vi è una finestra ogivale. La torre presenta inoltre tre aperture rettangolari, di cui la più alta è di dimensione inferiore rispetto alle altre e costituiva la sola finestra dell'ultimo solaio. L'edificio si conserva pienamente nella sua originaria altezza di 20 metri, e il caratteristico aspetto slanciato le è conferito dall'irregolarità della pianta (3,8x5,6m).
La Torre dell'Orologio condivide periodo e tecniche di costruzione con il Palazzo Pretorio.
L'altezza della torre è anche la principale causa della sua conservazione nel tempo; quando venne meno l'originaria funzione di offesa e difesa, l'edificio non fu distrutto ma convertito in torre campanaria.

### Torre Malanima

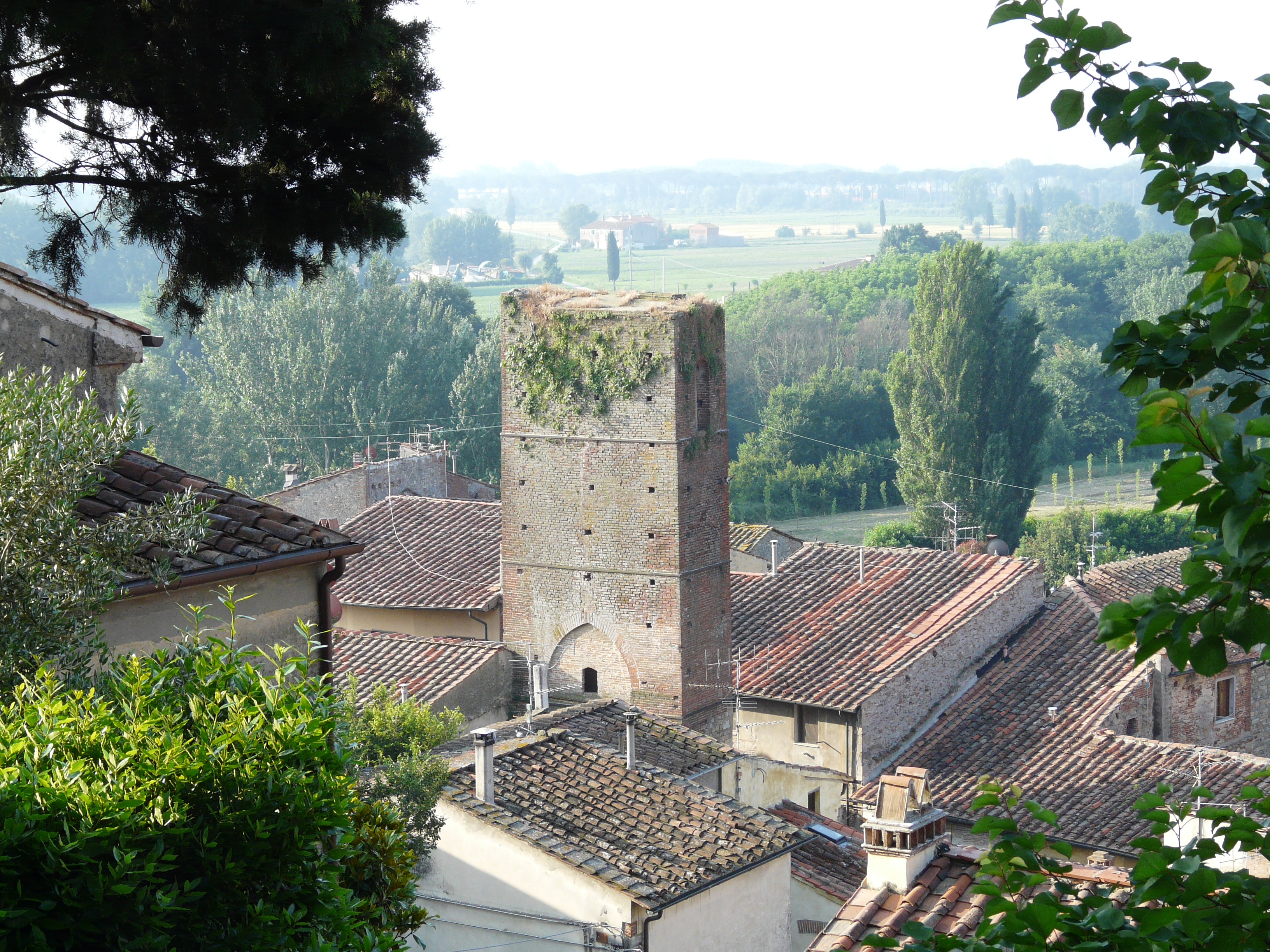
Torre Malanima

La Torre Malanima deve il suo nome a un'antica famiglia di Vicopisano. Alta 16 metri e databile al XII secolo, presenta, come altre torri vicaresi, due diverse fasi di costruzione, una in verrucano e una in mattoni. La fascia in mattoni, in alto, indica la soprelevazione trecentesca di una torre più antica. 
Le due facciate principali della torre presentavano ampie aperture con numerose piattabande, con archi in mattoni decorati che uniscono i pilastri laterali costruiti in pietra. Le aperture sono state in seguito tamponate, probabilmente in seguito all'eliminazione di sporti lignei dei quali restano, sul lato sud, alcune mensole di supporto in pietra. Entro l'arco di facciata si può osservare al pianterreno una spaziosa apertura e al primo solaio una doppia monofora con arco ribassato. In alto, invece, sono presenti monofore con arco a pieno centro.
L'intera struttura della torre si imposta al di sopra di un casalino, edificato con materiale disomogeneo e nel quale si riconoscono aperture rettangolari.

### Torre delle Quattro Porte

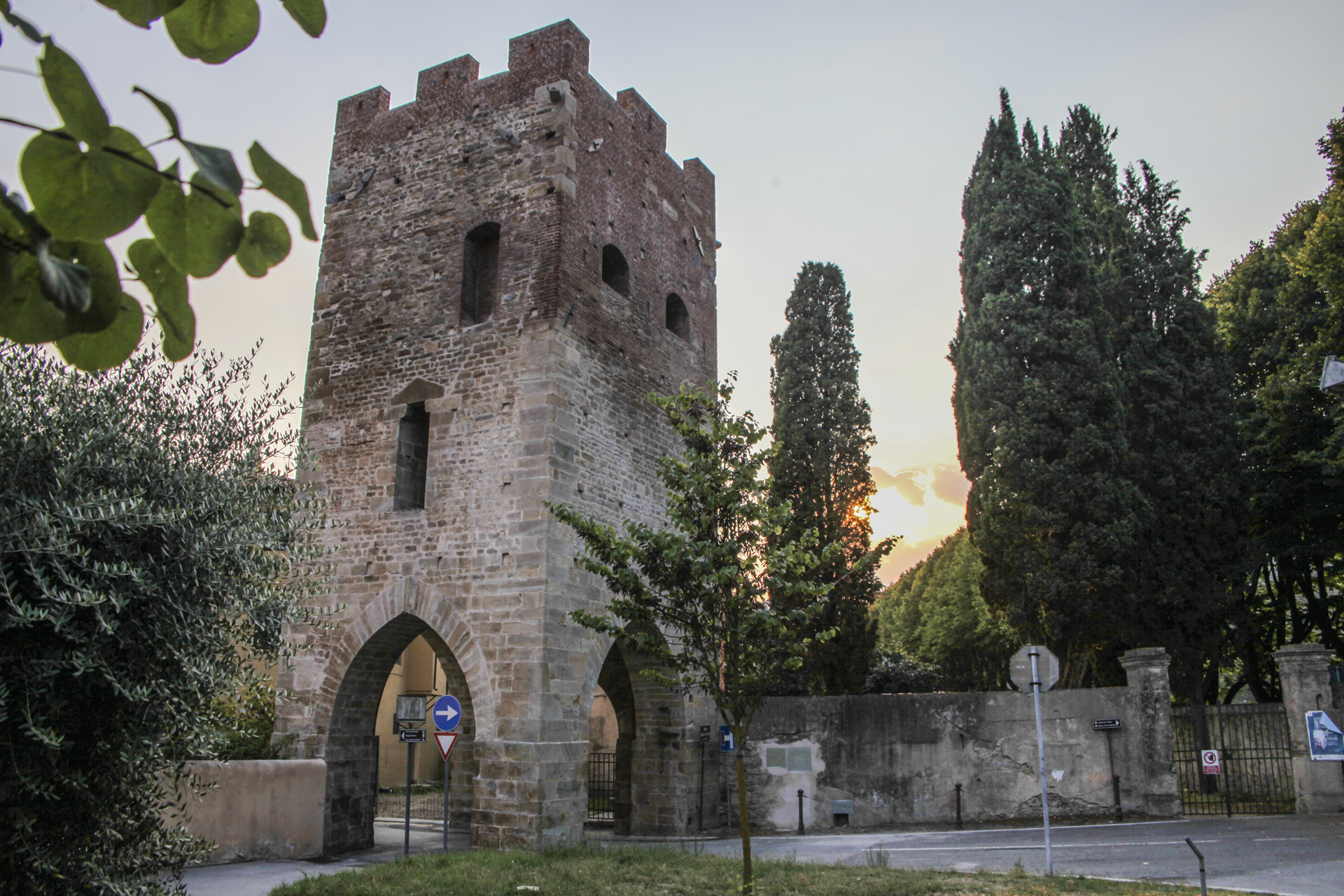
La torre delle Quattro Porte

Databile al XIII secolo, la Torre delle Quattro Porte è così indicata in quanto torre-porta aperta su tutti e quattro i lati. Il nome con cui è indicata è in realtà un nome popolare, visto che sarebbe maggiormente corretto indicare la torre con il nome originario di "Torre di Reale", dovuto probabilmente alla voce tardolatina "rivalis" derivante dal latino rivus, ovvero fiume. Si tratta di uno degli esempi più spettacolari di edificio medievale turriforme presenti a Vicopisano, e consentiva l'accesso sia all'interno del castello che alla camminata lungo l'interno delle mura.
L'edificio adempiva a una doppia funzione di torre di guardia e ingresso del castello, del quale rappresenta l'unica porta che si è conservata. Alta ben 15 metri e con pianta quadrata (6,4x6,4m), era dotata di un arco a sesto acuto per ciascuna delle quattro aperture.
Uno dei dettagli maggiormente caratteristici e particolari della torre è costituito dalla conservazione dei due grossi cardini in pietra sul lato Nord, su cui si articolavano un tempo le robuste porte del castello. Trattandosi sostanzialmente di una porta, la torre era uno dei bersagli principali per coloro che attaccavano il castello in periodo medievale; per questo presenta ben quattro fasi di costruzione, di cui due in verrucano e due in mattoni. La cronologia di questi interventi spazia dalla fine del XII secolo fino alla conquista fiorentina del XV secolo.
La Torre delle Quattro Porte rischiò tuttavia la totale distruzione sul finire del '700 quando, in pieno abbattimento delle mura a ovest, il Comune era in procinto di cederla a un privato con il manifesto intento di demolirla. A salvare la torre fu la decisione di concederla in affitto, col vincolo esplicito di conservarne intatte le quattro aperture.
Interessata da un restauro della merlatura nel 1939, la torre oggi si trova tra la via di accesso al borgo (antica via lucchese) e quella parallela alle mura trecentesche, edificate in supporto alla torre stessa.

### Torre dei Seretti

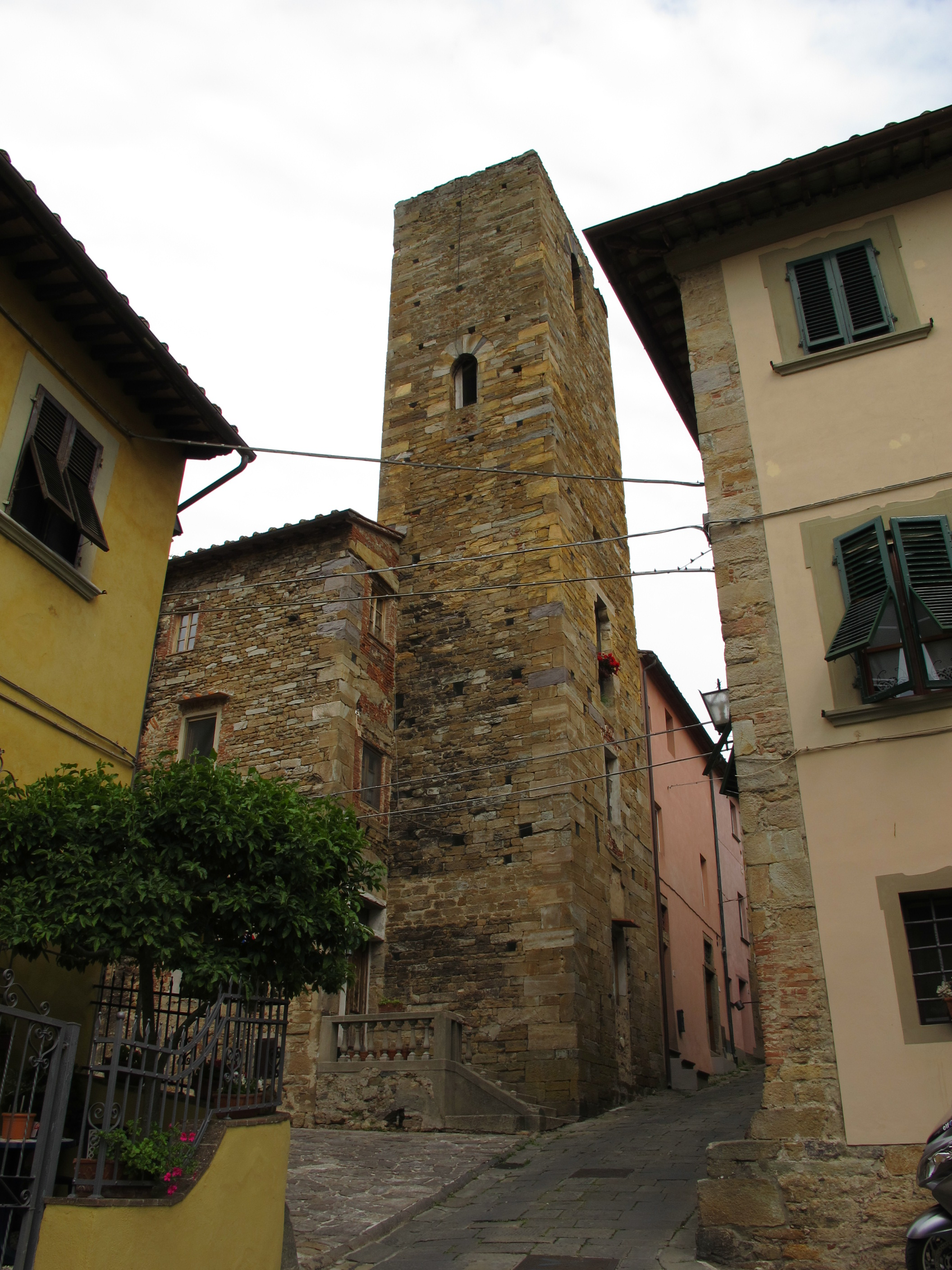
Torre dei Seretti

La Torre dei Seretti è un tipico esempio di torre civile. Databile al XII secolo, sorge in via del Pretorio, arteria principale del centro storico di Vicopisano. Costruita interamente in verrucano, conserva ancora tre ampie finestre dall'arco a sesto acuto, preposte un tempo all'accesso a ballatoi in legno esterni alla torre, dei quali oggi non restano che i fori di alloggiamento.
A nord della torre è possibile ancora osservare un agglomerato di abitazioni medievali edificate con lo stesso materiale della torre. 
L'edificio si innalza lungo quella che, nel medioevo, rappresentava una delle più importanti strade del castello, poiché dalla Porta di Mercato conduceva alla parte alta del colle. Trovandosi all'interno del centro storico, la torre è circondata da edifici medievali ed è dotata, ai suoi piedi, di una suggestiva piazzetta.

### Torre di Pietraia

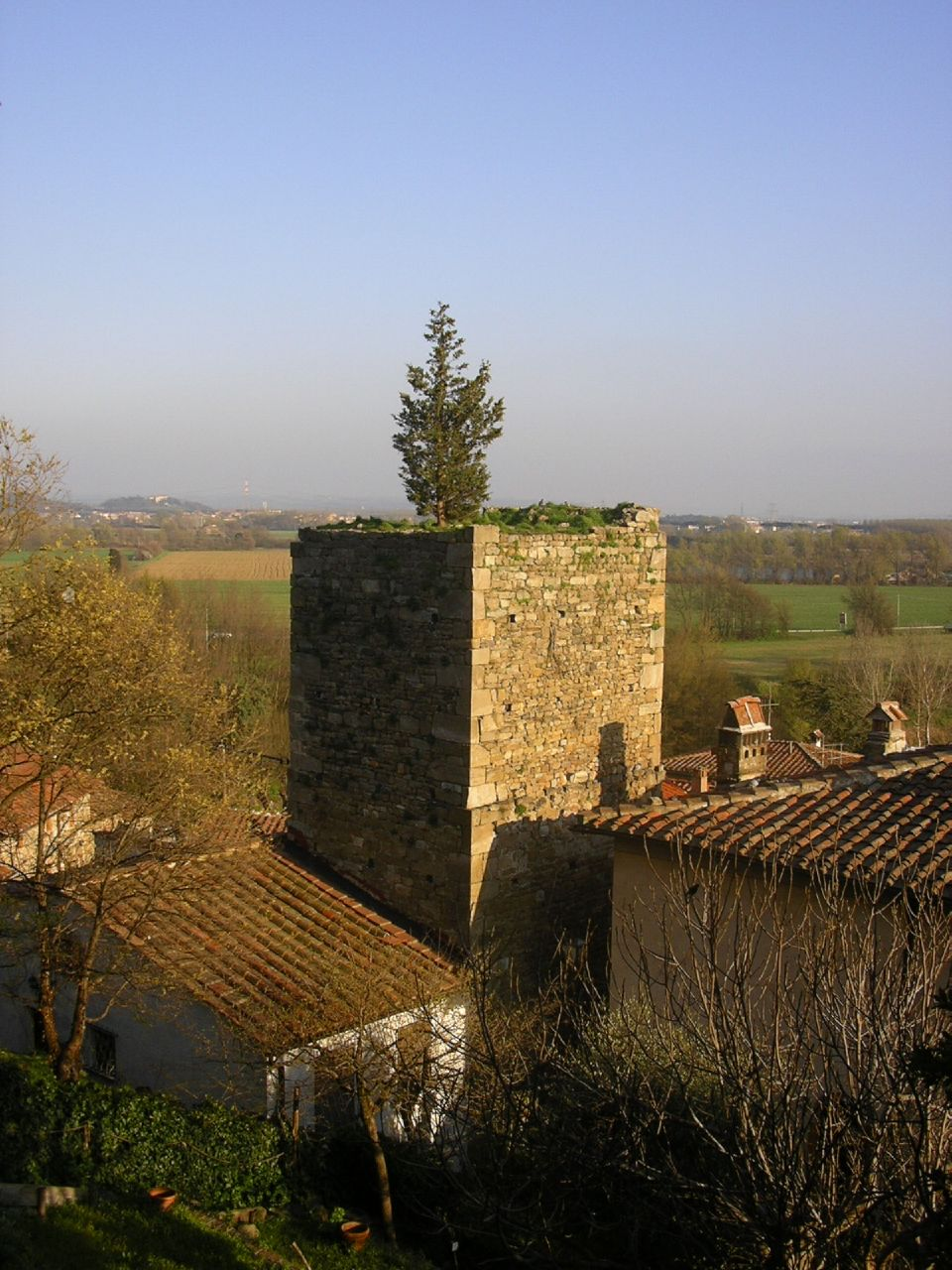
Torre di Pietraia

Alta 14 metri, la Torre di Pietraia prende nome dalla zona del paese in cui è situata ed è una delle torri più piccole di Vicopisano. 
Mostra caratteristiche di costruzione più antiche rispetto alla maggior parte delle altre torri, ed è per questo databile al XII secolo. Edificata su pianta quadrata, presenta una muratura massiccia in pietra e ha un unico portale di accesso verso il ballatoio esterno, del quale restano solo le quattro mensole di supporto. Deve il suo aspetto imponente e solido alla riduzione di almeno un paio di piani rispetto all'edificio originario.
La torre è considerata come parte della primitiva fortificazione del castello di Vicopisano, poiché si trova in prossimità della cima del colle ed è allineata alla torre inglobata nel Palazzo Pretorio.

## Conservazione e restauri dall'Ottocento in poi
Al maggio del 1829 risale una sottoscrizione inviata dai cittadini al Consiglio della Comunità; essi protestavano a causa del degrado in cui versava la Rocca di Vicopisano. Pochi anni prima fu motivo di scandalo quanto accaduto durante una visita del granduca Leopoldo II di Toscana, desideroso di visitare la fortezza ma impossibilitato a farlo, in quanto il fattore dei proprietari dell'epoca non era presente per aprirla e consentirne l'accesso. I cittadini chiedevano che la rocca fosse resa un bene pubblico, e in più denunciarono la demolizione dell'antiporta della Torre del Soccorso, decisa dai proprietari. Tuttavia, fu necessario attendere fino al 1873 perché l'amministrazione si muovesse concretamente in direzione di un restauro; fu richiesto alla famiglia Fehr, proprietaria di parte della rocca, di provvedere a un consolidamento strutturale. Esso fu ultimato nel 1877 e avviò un periodo di "riscoperta" per i monumenti vicaresi.
La Torre del Soccorso continuò a versare in precarie condizioni ancora per molti anni, nonostante le proteste dei cittadini: rottami di pietre e mattoni si staccavano spesso dall'angolo sud-est della torre, costituendo pericolo per i viandanti. Era viva l'indignazione pubblica per il generale stato di abbandono in cui versavano le vestigia medievali di Vicopisano e le opere di architettura del famoso architetto Brunelleschi.
Dopo una lunga vicenda burocratica e anni di discussioni, si giunse a una svolta nel 1909, quando fu approvata la spesa di oltre mille lire per il consolidamento delle torri del Soccorso e delle Quattro Porte. La Torre del Soccorso fu ripristinata con materiale originale e non fu alterata nel suo aspetto, ma soltanto consolidata. La Torre delle Quattro Porte subì un restauro più evidente: furono risanate le crepe e colmate le mancanze di mattoni, ma non fu ricostruita la merlatura fino al 1939, quando la torre fu oggetto di un ulteriore ripristino "in stile". 
La Rocca di Vicopisano fu riconosciuta ufficialmente, nel 1911, come monumento di interesse artistico dal Ministero dell'Istruzione Pubblica del Regno d'Italia.
In epoca fascista si diffuse la consuetudine di ricercare l'antico aspetto medievale degli edifici al di sotto dei loro intonaci. Questa pratica di restauro stilistico è stata rinominata "scraping" (in inglese scrostare): a Vicopisano ebbe inizio ma non fu mai portata a termine.
I monumenti di Vicopisano uscirono quasi indenni dalla Seconda Guerra Mondiale, con soltanto la Rocca e la villa dei Fehr parzialmente danneggiate. 
Nel 1959 i Fehr acquisirono anche la Torre del Soccorso e provvidero a consolidarla ulteriormente. Negli anni Novanta, poi, fu restaurata anche la Rocca, riaperta al pubblico nel 1998.